# Tensfeld
Tensfeld település Németországban, Schleswig-Holstein tartományban. Lakosainak száma 697 fő (2023. december 31.).

## Népesség
A település népességének változása:
| Lakosok száma | 464  | 692  | 682  | 677  | 694  | 697  |
|               | 1975 | 2017 | 2019 | 2021 | 2022 | 2023 |